# Contea di Borgogna
La Contea di Borgogna (in francese: Franche Comté de Bourgogne; in tedesco: Freigrafschaft Burgund), nota anche come Franca Contea di Borgogna fu una contea medievale (dal 982 al 1384, formalmente sino al 1678) del Sacro Romano Impero, corrispondente all'attuale regione della Borgogna-Franca Contea, il cui titolare aveva il titolo tedesco di Freigraf ("libero conte", che denotava un'immediatezza imperiale come principato feudale). Non deve essere confusa con il più occidentale Ducato di Borgogna, feudo francese dall'843.

## Storia
L'area un tempo parte del Regno dei Burgundi, era stata annessa dai Franchi nel 534 ed incorporato poi nel Regno dei Franchi. L'Impero venne ripartito nell'843 col Trattato di Verdun, con l'area ad ovest del fiume Saône compresa nel regno dei Franchi Occidentali come Ducato di Borgogna, mentre le parti a sud e ad est andarono a formare la Lotaringia sotto l'imperatore Lotario I. Questa parte andò a costituire due entità indipendenti con a sud la Bassa nel 879 e a nord l'Alta Borgogna sotto re Rodolfo I nell'888, di cui la contea di Borgogna componeva la parte occidentale.
Nel 933, col crollo dell'Impero Carolingio, sia la Bassa che l'Alta Borgogna vennero riunite sotto re Rodolfo II di Borgogna col nome di Regno di Arles che esso stesso collassò nell'anarchia feudale con l'estinzione della linea regnante nel 1032. L'arelato passò dunque al Sacro Romano Impero quando questo venne ereditato dall'imperatore Corrado II della dinastia dei Salici, mentre il Ducato di Borgogna ritornò ad un ramo cadetto dei Capetingi francesi.
Nel 982, Ottone Guglielmo, figlio di Adalberto II d'Italia e conte di Mâcon nel ducato di Borgogna, ricevette la contea di Borgogna da sua madre, Gerberga di Digione. Egli divenne dunque il progenitore della dinastia comitale degli Anscaridi. Nel 1002, Ottone Guglielmo divenne anch'egli pretendente al ducato di Borgogna alla morte del patrigno il duca Enrico I. Ad ogni modo, il ducato venne suddiviso e restituito in feudo a Roberto II di Francia due anni più tardi, ed egli fu inoltre in grado di mantenere il controllo sull'arelato con la sua discendenza a Dole. Lo sviluppo di rotte commerciali lungo i monti del Giura e l'escavazione di miniere di salgemma assicurarono la prosperità al paese, rendendo esenti i villaggi locali da lotte e conflitti feudali.
Alla fine dell'XI secolo il figlio di Corrado, Enrico III, elevò l'Arcivescovo di Besançon alla dignità di arcicancelliere e conferì a Besançon il rango di Reichsstadt (città imperiale) sotto diretto patrocinio dell'imperatore. Guido di Borgogna, fratello di Renato II, divenuto poi papa, negozio il Concordato di Worms con l'imperatore Enrico V. Nel XII secolo, la protezione imperiale permise lo sviluppo di Besançon, ma nel 1127, dopo l'assassinio di Guglielmo III, suo cugino Renato III si liberò del giogo imperiale. La Borgogna divenne una "Franca contea" ovvero una "contea libera".
L'imperatore Federico Barbarossa ristabilì l'influenza imperiale sul territorio, prese prigioniero il fratello del conte Guglielmo IV ed estese la sua influenza sposando la nipote ed erede di Guglielmo, Beatrice I, figlia di Rinaldo III, dopo la morte di Guglielmo IV. Alla morte dell'imperatore Federico nel 1190, suo figlio minore Ottone I ricevette la contea di Borgogna assumendo il raro (e forse unico) titolo di arciconte. Venne succeduto da sua figlia, Beatrice II, e da suo marito Ottone I, duca di Merania; essi vennero a loro volta succeduti dal figlio Ottone III di Borgogna e dalla loro figlia Adelaide.
I conti palatini per molti anni dovettero condividere il loro potere con quello delle famiglie feudali della contea, in particolari quelle di Charlon che discendevano da Stefano III, conte di Auxonne, nipote di Guglielmo IV e Beatrice di Thiern, erede della Contea di Chalon. L'autorità dei conti venne ristabilita solo tramite il matrimonio di Ugo di Chalon con Adelaide. Ad ogni modo questo non impedì al figlio minore, Giovanni di Chalon-Arlay, di prendere il controllo degli stati vassalli. 

Stemma della contea di Borgogna prima del 1280 circa

Ottone IV, figlio di Ugo e Adelade, fu l'ultimo dei conti feudali di Borgogna. Egli sposò la prima figlia del Conte di Bar, pronipote di re Luigi IX di Francia, la contessa Mahaut di Artois. Questo matrimonio portò definitivamente la contea nell'orbita d'influenza francese. Le figlie di Ottone IV e di Mahaut, Giovanna e Bianca, sposarono rispettivamente Filippo V e Carlo IV di Francia, figli di re Filippo IV. Giovanna divenne regina di Francia dopo essere stata una delle eroine dell'Affare di Tour de Nesle. Nella questione, Bianca venne riconosciuta colpevole di adulterio e imprigionata per il resto della sua vita.
Dopo questioni coi baroni locali e una nuova rivolta contro la Francia guidata da Giovanni di Chalon-Arlay, Ottone IV cedette la contea a sua figlia come dote e designò il re di Francia quale amministratore di tale dote nel 1295. Sposanto la figlia ed erede Giovanna, il duca Oddone IV di Borgogna riunì il ducato e la contea sotto il suo dominio, seguito da suo nipote Filippo I. L'unione personale venne nuovamente interrotta dopo la morte senza eredi di Filippo nel 1361, quando il ducato di Borgogna venne diviso e tornò in feudo a re Giovanni II di Francia, mentre la contea imperiale passò alla prozia di Filippo, Margherita I, pronipote del conte Oddone IV. Nel 1382 ella passò gli stati a suo figlio Luigi II delle Fiandre.
Luigi II morì nel 1384 senza eredi maschi, e la contea di Borgogna andò a costituire parte dell'immensa dote di sua figlia, Margherita, la quale nel 1405 venne ereditata da suo figlio, il duca Giovanni Senza Paura. La contea ed il ducato vennero nuovamente rette in unione personale dai discendenti della Casata di Valois-Borgogna sino alla morte del duca Carlo il Temerario nel 1477 nella Battaglia di Nancy. Suo cugino re Luigi XI di Francia immediatamente occupò la contea, opposto fieramente dall'arciduca Massimiliano I d'Austria, marito della figlia di Carlo, Maria. Sconfitti nella Battaglia di Guinegate del 1479, i francesi mantennero la contea sino al successore di Luigi, re Carlo VIII di Francia, quando questi si concentrò sul Regno di Napoli, cedendola poi all'imperatore Massimiliano e a suo figlio Filippo I di Castiglia nel 1493 col Trattato di Senlis.
Con i Paesi Bassi, la contea di Borgogna venne tenuta dapprima dalla Spagna asburgica ed infine fu incorporata alla Francia col Trattato di Nimega del 1678.